# Jízda v bouři
Jízda v bouři (v anglickém originále Ride in the Whirlwind) je americký westernový film z roku 1966. Režisérem filmu je Monte Hellman. Hlavní role ve filmu ztvárnili Jack Nicholson, Millie Perkins, Cameron Mitchell, Harry Dean Stanton a Katherine Squire.

## Obsazení
| Jack Nicholson     | Wes        |
| Millie Perkins     | Abigail    |
| Cameron Mitchell   | Vern       |
| Harry Dean Stanton | slepý Dick |
| Katherine Squire   | Catherine  |
| George Mitchell    | Evan       |
| Rupert Crosse      | Indián Joe |
| John Hackett       | Winslow    |